# Notocosa bellicosa
Notocosa bellicosa is een spinnensoort in de taxonomische indeling van de wolfspinnen (Lycosidae).
Het dier behoort tot het geslacht Notocosa. De wetenschappelijke naam van de soort werd voor het eerst geldig gepubliceerd in 1888 door Goyen.